# 원다윤
원다윤(元多潤, 2000년 9월 20일~)은 대한민국의 작가이자 화가이다.

## 생애
원주 원씨이며 2000년 서울특별시 광진구에서 태어났다. 초등학교때부터 꿈이 화가였으며, 순수미술에 잠재력을 보여 다니는 미술학원마다 재능있다는 말을 들었었다. 창문여자고등학교 1학년때 서울특별시 교육청에서 지정한 고등학생 미술 영재 교육원을 다니며 미술가로서의 꿈을 키워왔고, 또한 고등학교 도서관에서 미술 책을 자주 읽었는데 그 중에서 대한민국의 여성화가 "나혜석(羅蕙錫1896년 4월 28일~1948년 12월 10일)"에 대해서 다루는 책을 읽고 그녀처럼 되겠다는 꿈을 가지게 된다. 가천대학교 회화과 입학 후 결국 2024년 25살에 한국미술협회 수원지부에서 주최한 "나혜석 미술대전"에서 입상하게 되고, 또한 여성 독립운동가를 기리는 "자생 한방병원 여성 독립운동가 콘텐츠 공모전"에서 특별상을 수상하는 등의 업적을 이루었다. 2025년에는 “대한민국종합예술대전”에서 입선하여 “예술의 전당 한가람미술관”에서 전시했으며, 같은 연도에  "데미안 허스트(Damien Hirst, 1965년 6월 7일~)"가 전시한 "영국 런던의 사치갤러리"에서 전시했다. 

## 학력
- 창문여자고등학교(졸업)
- 가천대학교 회화과(졸업)
- 가천대학교 회화과 석사과정(재학중)

## 수상
수상 목록은 아래와 같다.
- 2023 'BIAF 부천국제애니메이션페스티벌' 5등
- 2024 '자생한방병원 여성 독립운동가 콘텐츠 공모전' 특별상 수상
- 2024 '제28회 나혜석 미술대전' 입선
- 2024 ‘제52회 강원미술대전’ 특선
- 2024 ‘ IAA 세계미술 사생공모전’ 특별상 수상
- 2024 ‘제38회 대한민국 회화대전’ 특선
- 2025 '대한민국종합예술대전' 입선

## 전시
- 2024 "[The future of art]part 2", 에코락 갤러리, 경기도
- 2024 "IAA 세계미술 사생공모전" 전시, 이탈리아마을 20번 건물 2층&3층 “아트갤러리”
- 2024 '제38회 대한민국 회화대전" 전시, 인사동길 “한국미술관” 2층
- 2025 ''예술의 전당 한가람미술관“ 전시 "대한민국종합예술대전", 서울
- 2025 "Layer of Stories 展", 전시 “2025 유랑동행전”, “레드부츠 갤러리”
- 2025 "영국 Focus Art Fair London 사치 갤러리“
- 2026 “싱가포르 코리아 아트페스티벌“, “아트하우스“

## 주요작품
- <복숭아 나무 소녀>, <가족사진>, <심청이가 연꽃을 타고>, <자화상>, <유관순 열사의 초상>, <딸기>

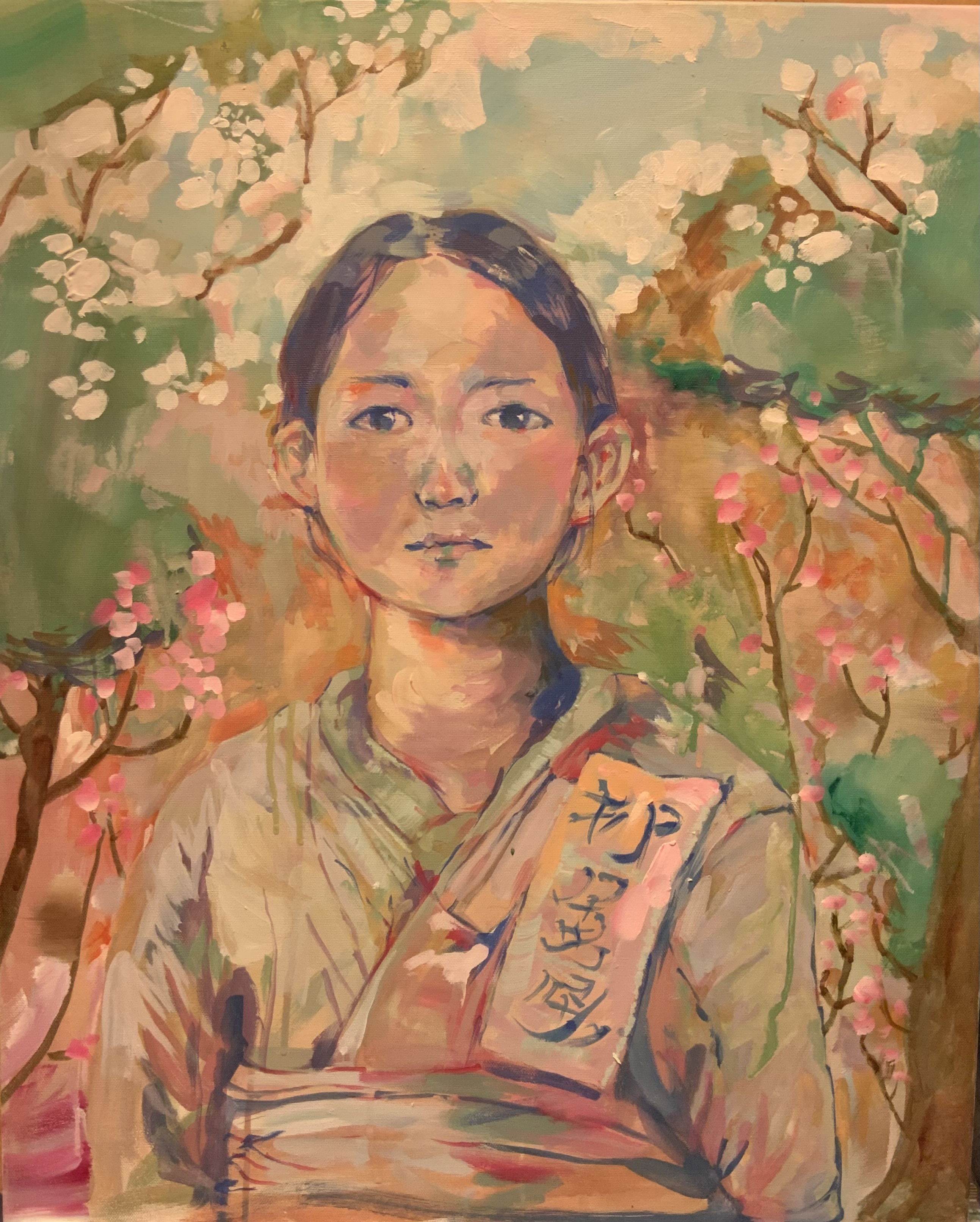
유관순 열사의 초상, 2024, 아크릴화

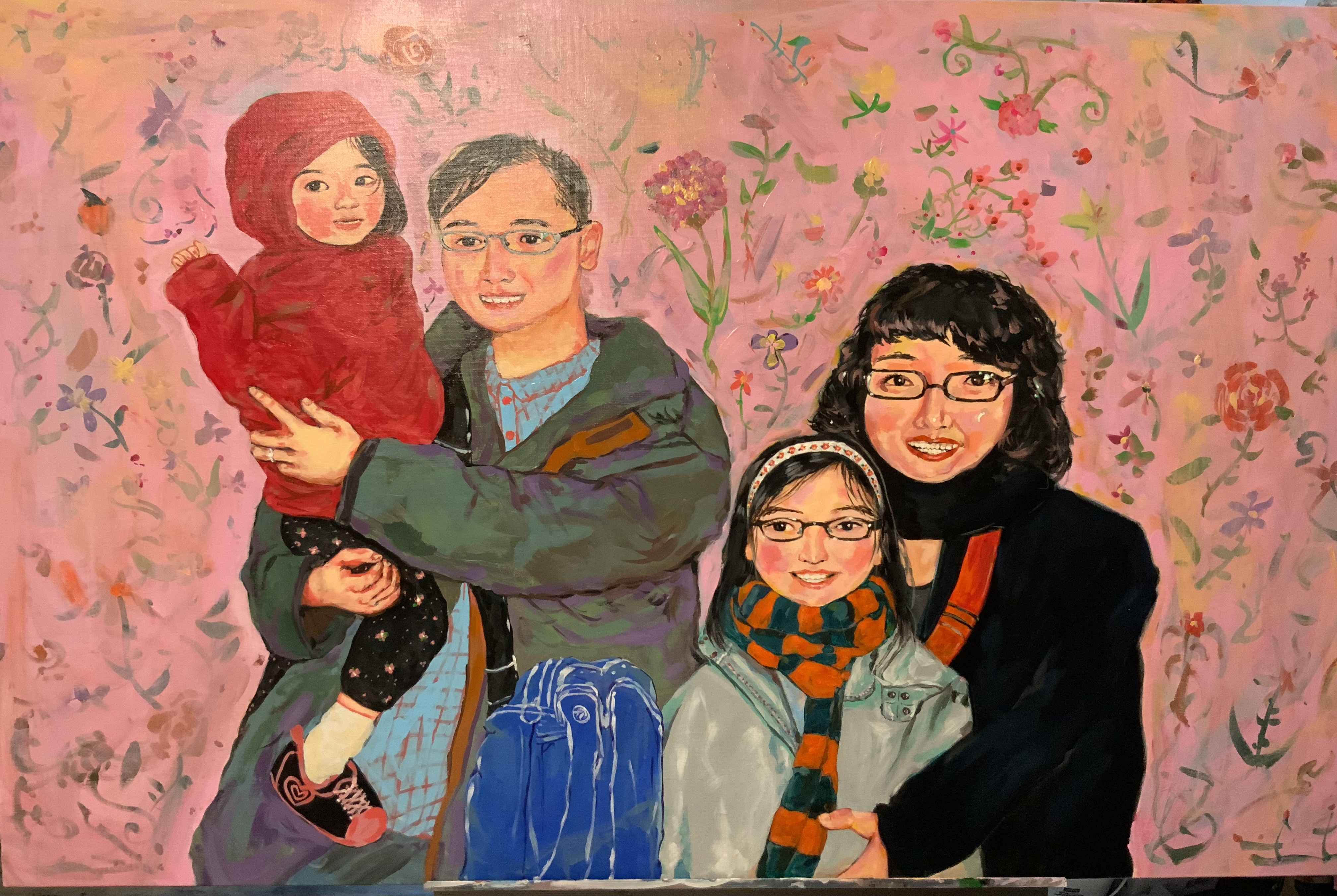
가족사진, 2024, 아크릴화
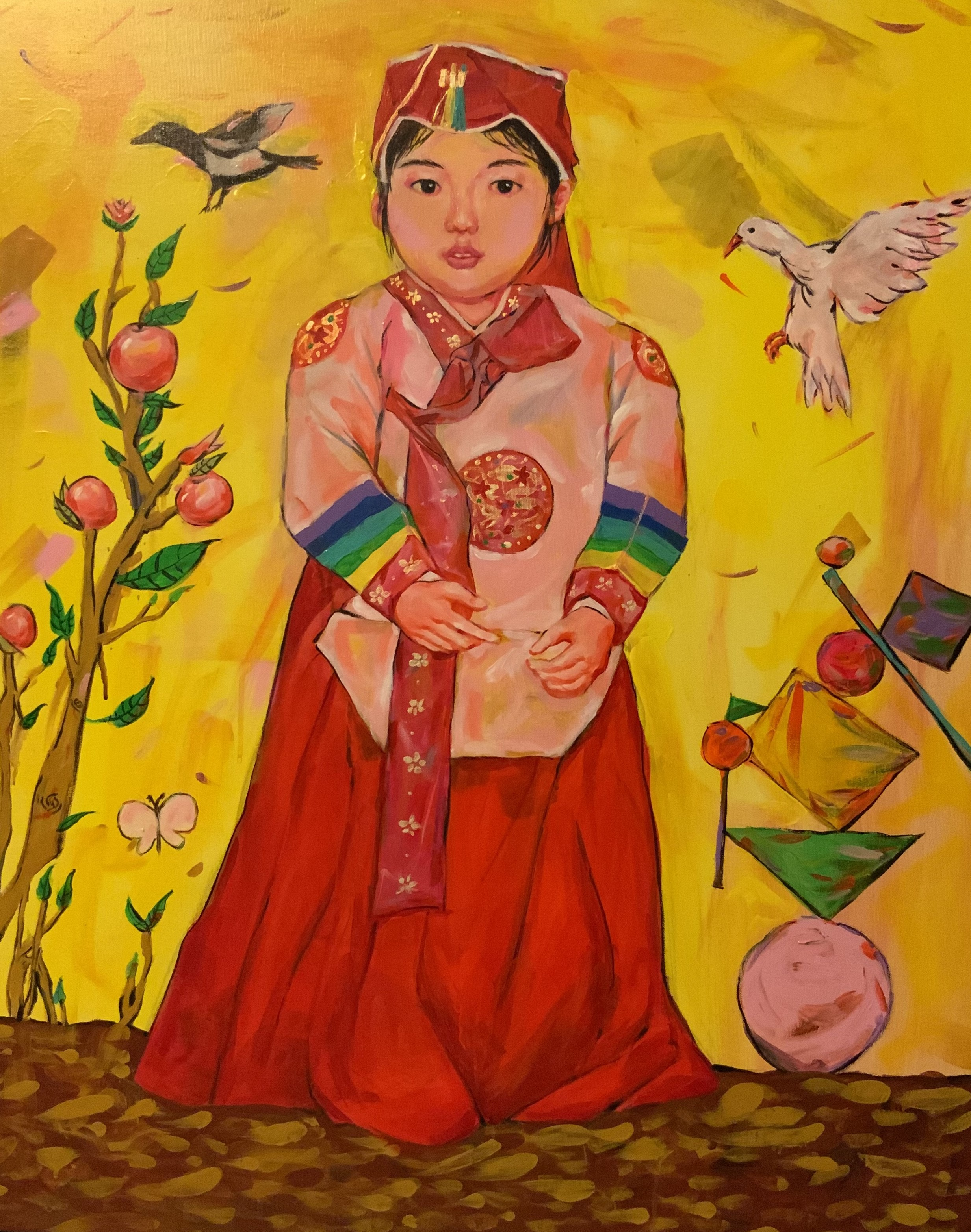
복숭아 나무 소녀, 2024, 아크릴화

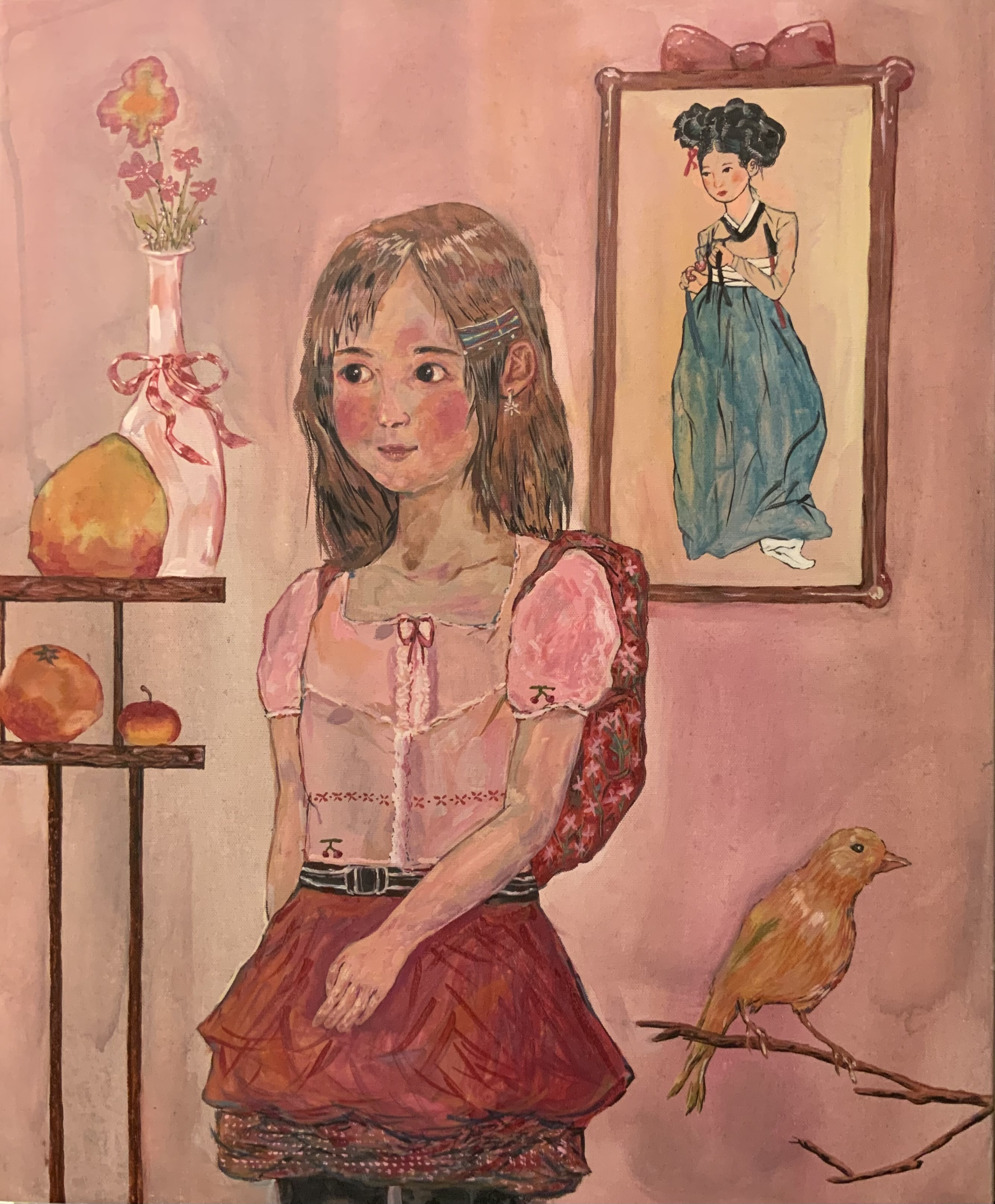
자화상, 2024, 아크릴화

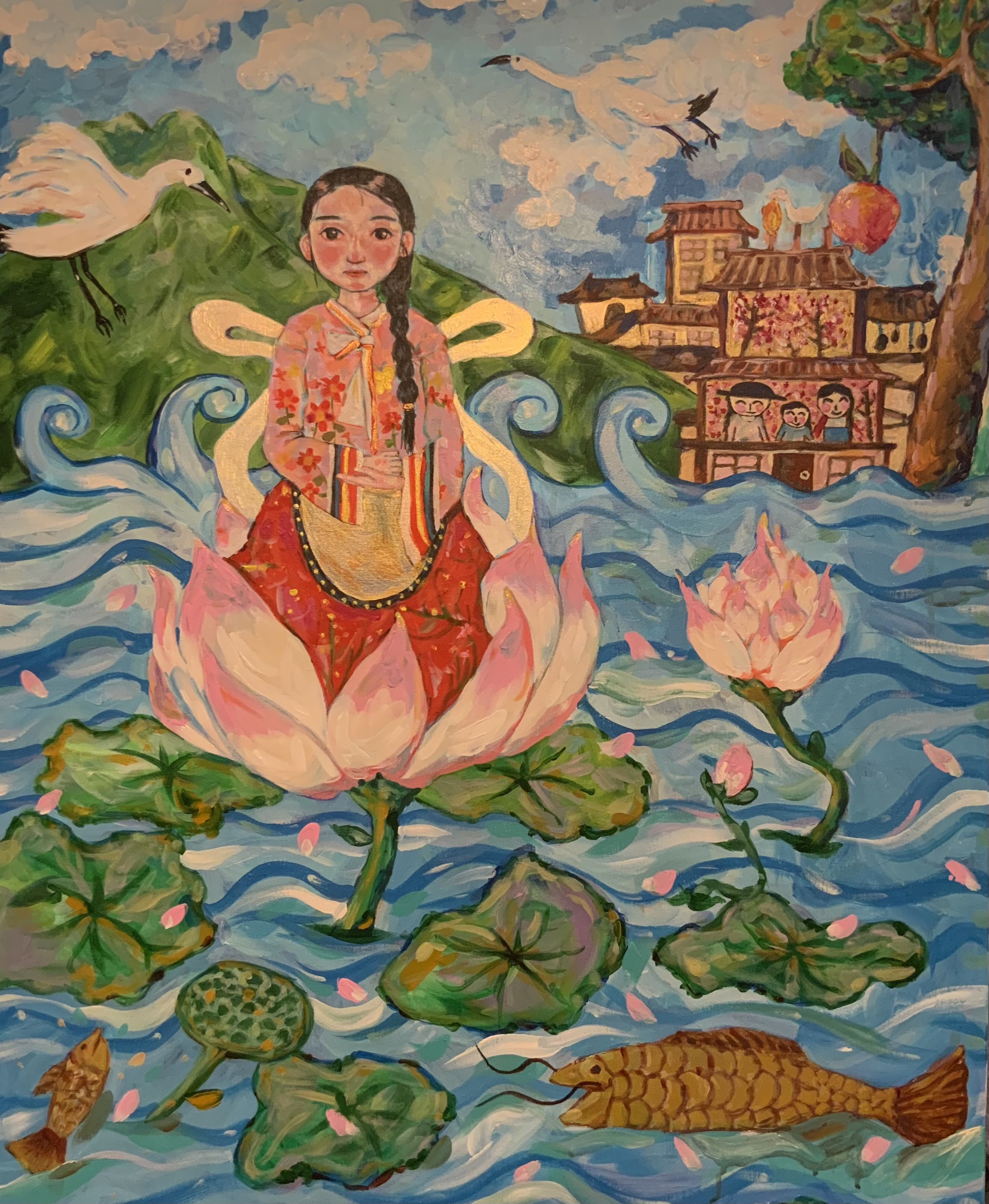
심청이가 연꽃을 타고, 2024, 아크릴화

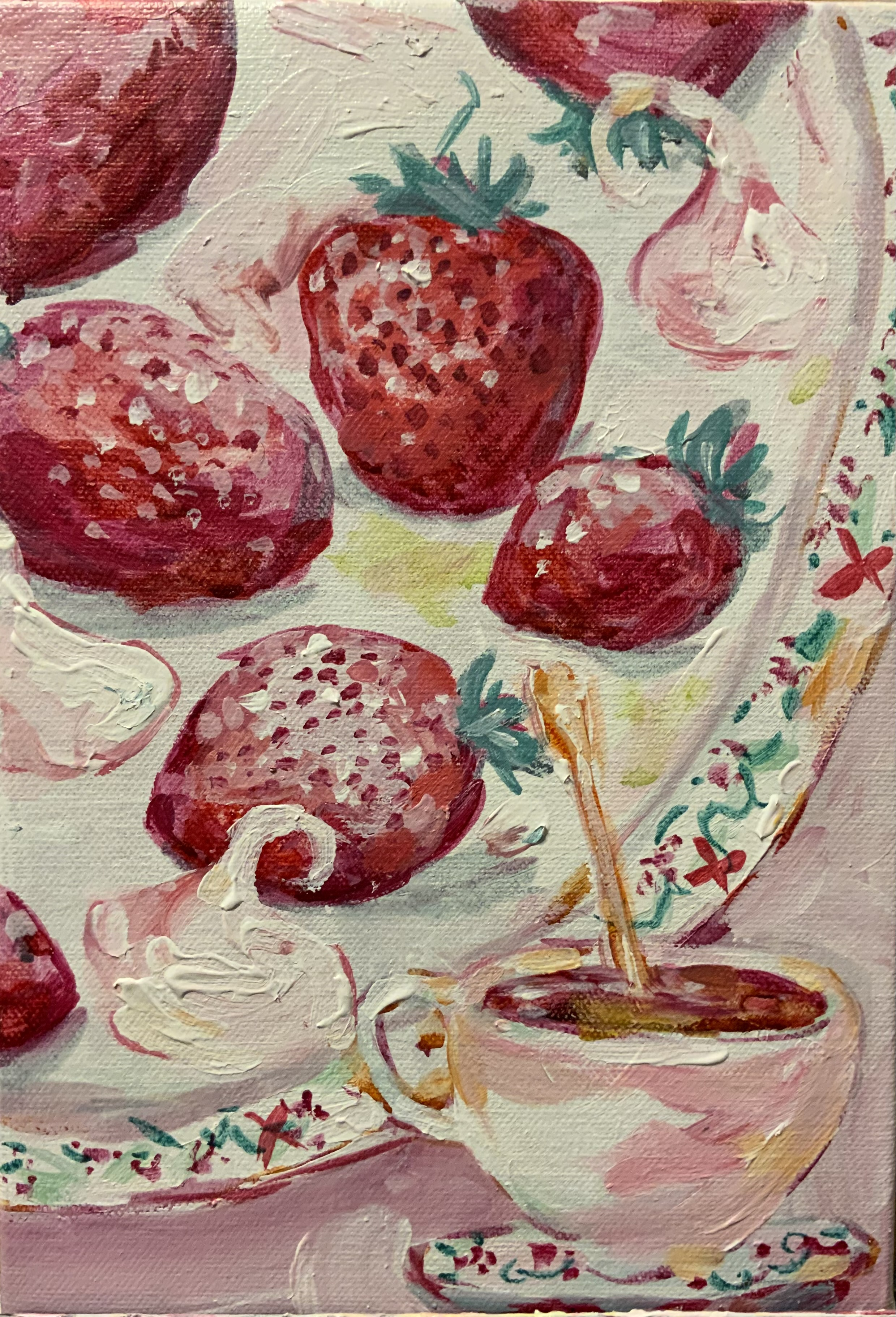
딸기, 2024, 아크릴화